# Selección femenina de fútbol de Costa de Marfil
La selección femenina de fútbol de Costa de Marfil es la selección de fútbol femenino que representa a Costa de Marfil en competencias internacionales. Es organizada por la Federación Marfileña de Fútbol que su vez está afiliada a la Confederación Africana de Fútbol (CAF).
Ha participado en dos ocasiones el Campeonato Femenino Africano de Fútbol, siendo el tercer lugar en 2014 su mejor resultado. Su gran resultado en el Campeonato Africano de 2014 le valió su pase a la Copa Mundial Femenina de Fútbol de 2015 realizada en Canadá, en la que quedó eliminada en la fase de grupos.

## Estadísticas

### Copa Mundial Femenina de Fútbol
| Edición | Resultado      | Posición       | PJ             | PG             | PE             | PP             | GF             | GC             |
| ------- | -------------- | -------------- | -------------- | -------------- | -------------- | -------------- | -------------- | -------------- |
| 1991    | No participó   | No participó   | No participó   | No participó   | No participó   | No participó   | No participó   | No participó   |
| 1995    | No participó   | No participó   | No participó   | No participó   | No participó   | No participó   | No participó   | No participó   |
| 1999    | No participó   | No participó   | No participó   | No participó   | No participó   | No participó   | No participó   | No participó   |
| 2003    | No participó   | No participó   | No participó   | No participó   | No participó   | No participó   | No participó   | No participó   |
| 2007    | No clasificó   | No clasificó   | No clasificó   | No clasificó   | No clasificó   | No clasificó   | No clasificó   | No clasificó   |
| 2011    | No clasificó   | No clasificó   | No clasificó   | No clasificó   | No clasificó   | No clasificó   | No clasificó   | No clasificó   |
| 2015    | Fase de grupos | 23.º           | 3              | 0              | 0              | 3              | 3              | 16             |
| 2019    | No clasificó   | No clasificó   | No clasificó   | No clasificó   | No clasificó   | No clasificó   | No clasificó   | No clasificó   |
| 2023    | No clasificó   | No clasificó   | No clasificó   | No clasificó   | No clasificó   | No clasificó   | No clasificó   | No clasificó   |
| 2027    | Por disputarse | Por disputarse | Por disputarse | Por disputarse | Por disputarse | Por disputarse | Por disputarse | Por disputarse |
| Total   | 1/9            | 43.º           | 3              | 0              | 0              | 3              | 3              | 16             |

### Copa Femenina Africana de Naciones
| Edición | Resultado                                  | Posición                                   | PJ                                         | PG                                         | PE                                         | PP                                         | GF                                         | GC                                         |
| ------- | ------------------------------------------ | ------------------------------------------ | ------------------------------------------ | ------------------------------------------ | ------------------------------------------ | ------------------------------------------ | ------------------------------------------ | ------------------------------------------ |
| 1991    | No existía la selección                    | No existía la selección                    | No existía la selección                    | No existía la selección                    | No existía la selección                    | No existía la selección                    | No existía la selección                    | No existía la selección                    |
| 1995    | No participó                               | No participó                               | No participó                               | No participó                               | No participó                               | No participó                               | No participó                               | No participó                               |
| 1998    | No participó                               | No participó                               | No participó                               | No participó                               | No participó                               | No participó                               | No participó                               | No participó                               |
| 2000    | No participó                               | No participó                               | No participó                               | No participó                               | No participó                               | No participó                               | No participó                               | No participó                               |
| 2002    | No clasificó                               | No clasificó                               | No clasificó                               | No clasificó                               | No clasificó                               | No clasificó                               | No clasificó                               | No clasificó                               |
| 2004    | No participó                               | No participó                               | No participó                               | No participó                               | No participó                               | No participó                               | No participó                               | No participó                               |
| 2006    | No clasificó                               | No clasificó                               | No clasificó                               | No clasificó                               | No clasificó                               | No clasificó                               | No clasificó                               | No clasificó                               |
| 2008    | No clasificó                               | No clasificó                               | No clasificó                               | No clasificó                               | No clasificó                               | No clasificó                               | No clasificó                               | No clasificó                               |
| 2010    | No clasificó                               | No clasificó                               | No clasificó                               | No clasificó                               | No clasificó                               | No clasificó                               | No clasificó                               | No clasificó                               |
| 2012    | Fase de grupos                             | 7.º                                        | 3                                          | 1                                          | 0                                          | 2                                          | 7                                          | 7                                          |
| 2014    | Tercer lugar                               | 3.º                                        | 5                                          | 2                                          | 1                                          | 2                                          | 8                                          | 8                                          |
| 2016    | No clasificó                               | No clasificó                               | No clasificó                               | No clasificó                               | No clasificó                               | No clasificó                               | No clasificó                               | No clasificó                               |
| 2018    | No clasificó                               | No clasificó                               | No clasificó                               | No clasificó                               | No clasificó                               | No clasificó                               | No clasificó                               | No clasificó                               |
| 2020    | Cancelado debido a la pandemia de COVID-19 | Cancelado debido a la pandemia de COVID-19 | Cancelado debido a la pandemia de COVID-19 | Cancelado debido a la pandemia de COVID-19 | Cancelado debido a la pandemia de COVID-19 | Cancelado debido a la pandemia de COVID-19 | Cancelado debido a la pandemia de COVID-19 | Cancelado debido a la pandemia de COVID-19 |
| 2022    | No clasificó                               | No clasificó                               | No clasificó                               | No clasificó                               | No clasificó                               | No clasificó                               | No clasificó                               | No clasificó                               |
| 2024    | No clasificó                               | No clasificó                               | No clasificó                               | No clasificó                               | No clasificó                               | No clasificó                               | No clasificó                               | No clasificó                               |
| Total   | 2/13                                       | 8.º                                        | 8                                          | 3                                          | 1                                          | 4                                          | 15                                         | 15                                         |

## Últimos y próximos encuentros
Actualizado al último partido jugado el 26 de septiembre de 2023
| Fecha      | Ciudad        | Local           | Resultado      | Visitante       | Competición                       |
| ---------- | ------------- | --------------- | -------------- | --------------- | --------------------------------- |
| 18-02-2022 | Abuya         | Nigeria         | 2:0            | Costa de Marfil | Clas. Copa Africana Femenina 2022 |
| 23-02-2022 | Abiyán        | Costa de Marfil | 0:1            | Nigeria         | Clas. Copa Africana Femenina 2022 |
| 23-06-2022 | Rabat         | Marruecos       | 0:0            | Costa de Marfil | Partido amistoso                  |
| 22-09-2023 | Yamusukro     | Costa de Marfil | 2:0            | Tanzania        | Clas. Campeonato Femenino 2024    |
| 26-09-2023 | Dar es Salaam | Tanzania        | 2:0 (4:2 pen.) | Costa de Marfil | Clas. Campeonato Femenino 2024    |